# Lac Kamichisuchistunuch
Le lac Kamichisuchistunuch est plan d'eau douce à la tête de la rivière Jolliet (versant de la rivière Rupert), coulant dans Eeyou Istchee Baie-James (municipalité), en Jamésie, dans la région administrative du Nord-du-Québec, dans la province de Québec, au Canada.
La zone du lac est accessible par la route du nord (sens est-ouest) qui passe au nord-est du lac Kapituwestaweu, ainsi qu'au nord-ouest du lac.
La surface du lac Kamichisuchistunuch est habituellement gelée de la fin octobre au début mai, toutefois la circulation sécuritaire sur la glace se fait généralement de la mi-novembre à la fin d'avril.

## Géographie
Le lac Kamichisuchistunuch comporte une longueur de 8,0 km, une largeur maximale de 4,5 km et une altitude de 224 m. Ce lac est alimenté par deux décharges de lacs non identifiés.
Le lac Kamichisuchistunuch comporte une baie s'étirant sur 3,6 km vers le sud-ouest. Au Sud-Est, ce lac est bordé par des zones de marais. L'embouchure est situé sur la rive est.
Les principaux bassins versants voisins du lac Kamichisuchistunuch sont :
- côté nord : rivière Pontax, rivière Wachiskw, rivière Enistuwach, rivière Chenukamisu ;
- côté est : lac Kapituwestaweu, lac Nemiscau, rivière Rupert, rivière Kawawakaschekau, rivière Nemiscau ;
- côté sud : lac Jolliet (rivière Jolliet), rivière Rupert, lac Nemiscau, rivière Broadback, lac Naquiperdu ;
- côté ouest : lac Namepi Amikap, lac Boisrobert, ruisseau Achistuskweyau, rivière Pontax, rivière Rupert, rivière Enistuwach.

L'embouchure du lac Kamichisuchistunuch est localisée à :
- 10,0 km au nord de l'embouchure du lac Jolliet (rivière Jolliet) ;
- 24,5 km de la confluence de la rivière Jolliet et de la Rivière Rupert ;
- 40,9 km au nord-est des Rapides Kaumwakweyuch où le pont de la route de la Baie James enjambe la rivière Rupert ;
- 125,4 km à l'est de la confluence de la rivière Rupert et la baie de Rupert ;
- 163,5 km à l'est de la « Pointe de la Fougère Rouge » qui s'avance vers le nord dans la baie James, presque à la limite du Québec et de l'Ontario[1].

À partir de l'embouchure du lac Kamichisuchistunuch, le courant coule sur 165,0 km jusqu'à la baie de Rupert, selon les segments suivants :
- 20,4 km jusqu'à l'embouchure du lac Jolliet (rivière Jolliet) ;
- 19,4 km vers le sud-ouest, jusqu'à la confluence de la rivière Jolliet et la rivière Rupert ;
- 21,6 km vers l'ouest, jusqu'aux Rapides Kaumwakweyuch où le pont de la route de la Baie James enjambe la rivière Rupert ;
- 103,6 km vers l'ouest, en empruntant la rivière Rupert, jusqu'à la baie de Rupert[1]

## Toponymie
Le toponyme "lac Kamichisuchistunuch" a été officialisé le 4 novembre 1982 par la Commission de toponymie du Québec, soit à la création de cette commission.